# Bernd H. Oppermann
Bernd H. Oppermann (* 29. Februar 1956 in Büdingen) ist ein deutscher Rechtswissenschaftler und Hochschullehrer an der Gottfried Wilhelm Leibniz Universität Hannover.

## Leben und Wirken
Oppermann studierte nach dem Abitur 1974 in Hanau Rechtswissenschaften, Physik und Philosophie an der Universität Frankfurt am Main. In Frankfurt legte er 1981 sein Erstes Juristisches Staatsexamen ab. Dem schloss er ein postgraduales Studium an der University of California, Los Angeles an, in dessen Rahmen er 1982 den Master of Laws erwarb. Von 1983 bis 1985 leistete Oppermann am Landgericht Frankfurt am Main sein Referendariat ab. Währenddessen wurde er 1985 mit einer von Dieter Simon betreuten rechtstheoretischen Schrift von der Universität Frankfurt am Main zum Dr. iur. promoviert. 1986 legte Oppermann sein Zweites Staatsexamen ab. Anschließend arbeitete er am rheinland-pfälzischen Ministerium für Wissenschaft, Weiterbildung und Kultur, bis er 1987 Juniorprofessor an der Universität Hamburg wurde. Dort habilitierte Oppermann sich 1992 mit einer von Rainer Walz betreuten Arbeit und erhielt die Venia legendi für die Fächer Bürgerliches Recht, Zivilprozessrecht, Wirtschaftsrecht und Rechtstheorie.
Ab 1992 folgten Lehrstuhlvertretungen an den Universitäten Hannover und Frankfurt an der Oder. Seit 1994 hat er den ordentlichen Lehrstuhl für Deutsches, Europäisches und Internationales Zivil- und Handelsrecht an der Universität Hannover inne. Von 2000 bis 2004 war er zunächst Dekan, dann Prodekan der Hannoveraner rechtswissenschaftlichen Fakultät. 2010 wurde er von der Universität Lublin zum Honorarprofessor ernannt, 2013 von der Universität Rouen zum Ehrendoktor. Von 2017 bis 2021 war Oppermann erneut Dekan der rechtswissenschaftlichen Fakultät in Hannover. Im Anschluss war er bis Anfang 2023 Senator des akad. Senats der Leibniz Universität Hannover, in dem er derzeit als stellvertretendes Mitglied tätig ist.
Oppermanns Forschungsschwerpunkte liegen vor allem im Bereich der Europäisierung und Internationalisierung privater Rechtsbeziehungen, dem deutschen und europäischen Kartell- und Wettbewerbsrecht, dem Autonomen Fahren sowie der Rechtsvergleichung insbesondere im Hinblick auf Theorien und Methoden.

## Schriften (Auswahl)
- Die Rezeption des nordamerikanischen Rechtsrealismus durch die deutsche Topikdiskussion. Frankfurt am Main 1985 (Dissertation).
- Unterlassungsanspruch und materielle Gerechtigkeit im Wettbewerbsprozeß. Zur Entstehung und Durchsetzung von Unterlassungsansprüchen im Wettbewerbsrecht und im gewerblichen Sonderrechtsschutz. Mohr Siebeck, Tübingen 1993, ISBN 978-3-16-146100-2 (Habilitationsschrift).
- mit Peter von Wilmowsky: Integration im europäischen Zivil- und Wirtschaftsrecht. Nomos, Baden-Baden 1999, ISBN 978-3-7890-6426-5.
- mit Jutta Stender-Vorwachs: Handbuch Autonomes Fahren. Technische Grundlagen, Rechtsprobleme, Rechtsfolgen, 2. Auflage, München 2020, ISBN 978-3-406-73285-0.
- mit Petra Buck-Heeb: Automatisierte Systeme, München 2022, ISBN 978-3-406-78388-3.